# Mycomya rosalba
Mycomya rosalba är en tvåvingeart som beskrevs av Roger A. Hutson 1979. Mycomya rosalba ingår i släktet Mycomya och familjen svampmyggor. Inga underarter finns listade i Catalogue of Life.